# Mel Hopkins
Mel Hopkins (Ystrad Rhondda, 7 novembre 1934 – Worthing, 18 ottobre 2010) è stato un calciatore gallese, di ruolo terzino.

## Carriera

### Club
Figlio di un minatore, fu messo sotto contratto dal Tottenham all'età di quindici anni, quando si mise in mostra nella squadra dei ragazzi della sua città, venendo reclutato dopo solo un provino. Hopkins debuttò nel gennaio del 1952, vincendo la Football League First Division e la FA Cup nel 1961. Nel 1959 patì un grave infortunio dopo un contrasto di gioco con Ian St. John, che gli procurò la rottura del naso e della mascella e gli impedì di giocare per due anni. Complessivamente giocò 219 partite con questo club, che lasciò nell'ottobre del 1964 per il Brighton and Hove Albion, il quale pagò ottomila sterline. Con quest'ultima squadra segnò due gol in 58 partite. Dopo una parentesi col Ballymena United dell'Ulster nel 1967, passò l'anno seguente al Bradford Park Avenue, dove giocò 30 partite  prima di ritirarsi nel 1970.

### Nazionale
Con la Nazionale gallese Hopkins raccolse 34 presenze tra il 1956 e il 1963, prendendo parte anche al Mondiale del 1958, dove la squadra fu eliminata ai quarti dal Brasile; a lui, terzino sinistro, toccò il difficile compito di marcare il campione Garrincha.

## Palmarès

### Club

#### Competizioni nazionali
- Campionato inglese: 1

Tottenham: 1960-1961
- Coppa d'Inghilterra: 2

Tottenham: 1960-1961, 1961-1962
- Community Shield: 2

Tottenham: 1961, 1962
- Fourth Division: 1

Brighton & Hove: 1964-1965

#### Competizioni internazionali
- Coppa delle Coppe: 1

Tottenham: 1962-1963